# بحر قمري

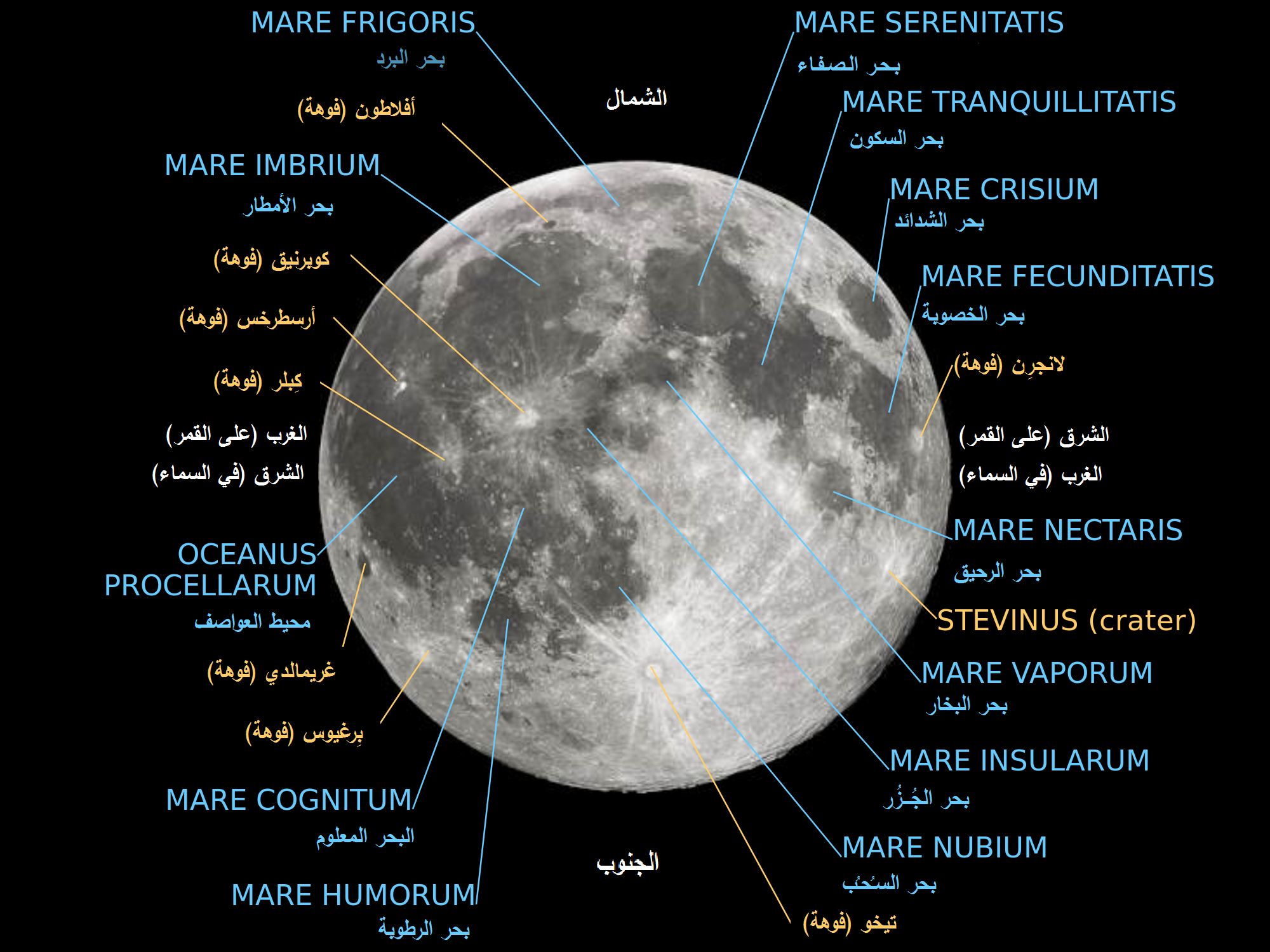
بحار النصف المرئي للقمر كما يُرى من الأرض، وفوهاته الأساسية

البحار القمرية هي سهول بازلتيّة كبيرة ومظلمة تقع على قمر الأرض، تكوّنت عن طريق انبعاثات بركانية سحيقة. ويُسمون عادة بـ«البحار» لأن الفلكيين القدماء (الذين لم يَملكوا أي أدوات مقربة) ظنوهم بحاراً عندما كانوا يتأملون القمر. هذه المناطق أقل انعكاسية من «المناطق المرتفعة» بسبب كونها غنية بالحديد، ولهذا فإنها تبدو مظلمة للعين المجردة. تغطي البحار 16% من سطح القمر، ومعظمها تقع على الجانب القريب المرئي من الأرض. أما البحار القليلة على الجانب البعيد فهي أصغر بكثير، وتقع معظمها داخل فوهات كبيرة جداً حيث لم يَتدفق إلا مقدار صغير من الحمم. وتتضمن التسميات التقليدية لبعض أنواع هذه المعالم: المحيطات والبحيرات والمستنقعات والخلجان القمرية. والثلاثة الأخيرون هم أصغر من البحار، لكنهم يَملكون نفس الطبيعة والمميزات. أما الأول – أي المحيطات – فهي الأكبر، لكن لا يًُوجد إلا محيط واحد على القمر هو محيط العواصف.

## الأعمار
تم تحديد عمر بازلت البحار بكلا التأريخ الإشعاعي وتقنية إحصاء الفوهات. يتراوح العمر الإشعاعي من حوالي 3.16 إلى 4.2 مليار سنة، في حين أن أحدث الأعمار التي توصلت إليها طريقة إحصاء الفوهات هي حوالي 1.2 ب.س. ومع ذلك، فيَبدو أن معظم بازلت البحار قد انبعث من ثوران حدث قبل ما يتراوح من حوالي 3 إلى 3.5 ب.س. أما الانبعاثات البازلتية القليلة التي حدثت على الجانب البعيد فهي قديمة، حيث أن أحدث تدفق بازلتي عُثر عليه على القمر كان على الجانب القريب (ضمن محيط العواصف). في حين أن العديد من البازلت انبعث في – أو تدفق إلى – أحواض اصطدامية منخفضة، فمحيط العواصف لا يحوي أي حوض اصطدامي معروف.